# Joseph Zach
Joseph Zach (* 9. Januar 1829 in Aiterhofen; † 11. Februar 1898 in Regensburg) war katholischer Geistlicher und Mitglied des Deutschen Reichstags.

## Leben
Zach besuchte das Gymnasium in Straubing und studierte Philosophie und Theologie an der Ludwig-Maximilians-Universität München. Er wurde am 19. Juli 1851 zum Priester geweiht, war mehrere Jahre Kaplan und wurde dann Stadtpfarrprediger in Amberg. Zwischen 1863 und 1866 war er Prediger zu St. Emmeran und von 1866 bis 1871 Domprediger in Regensburg. Als solcher erhielt er die Stadtpfarrei Neustadt a. D. und zugleich die Funktion eines Distriktsschulinspektors für den Distrikt Abensberg. 1874 wurde er Mitglied des Landrats von Niederbayern.
Von 1875 bis 1897 war er Mitglied der Bayerischen Kammer der Abgeordneten und von 1887 bis 1890 des Deutschen Reichstags für den Wahlkreis Niederbayern 6 (Kelheim, Rottenburg, Mallersdorf) und die Deutsche Zentrumspartei.